# Metallochlora rubripuncta
Metallochlora rubripuncta là một loài bướm đêm trong họ Geometridae.